# Salix glabra
Salix glabra är en videväxtart som beskrevs av Giovanni Antonio Scopoli. Salix glabra ingår i släktet viden, och familjen videväxter. Inga underarter finns listade i Catalogue of Life.

## Bildgalleri

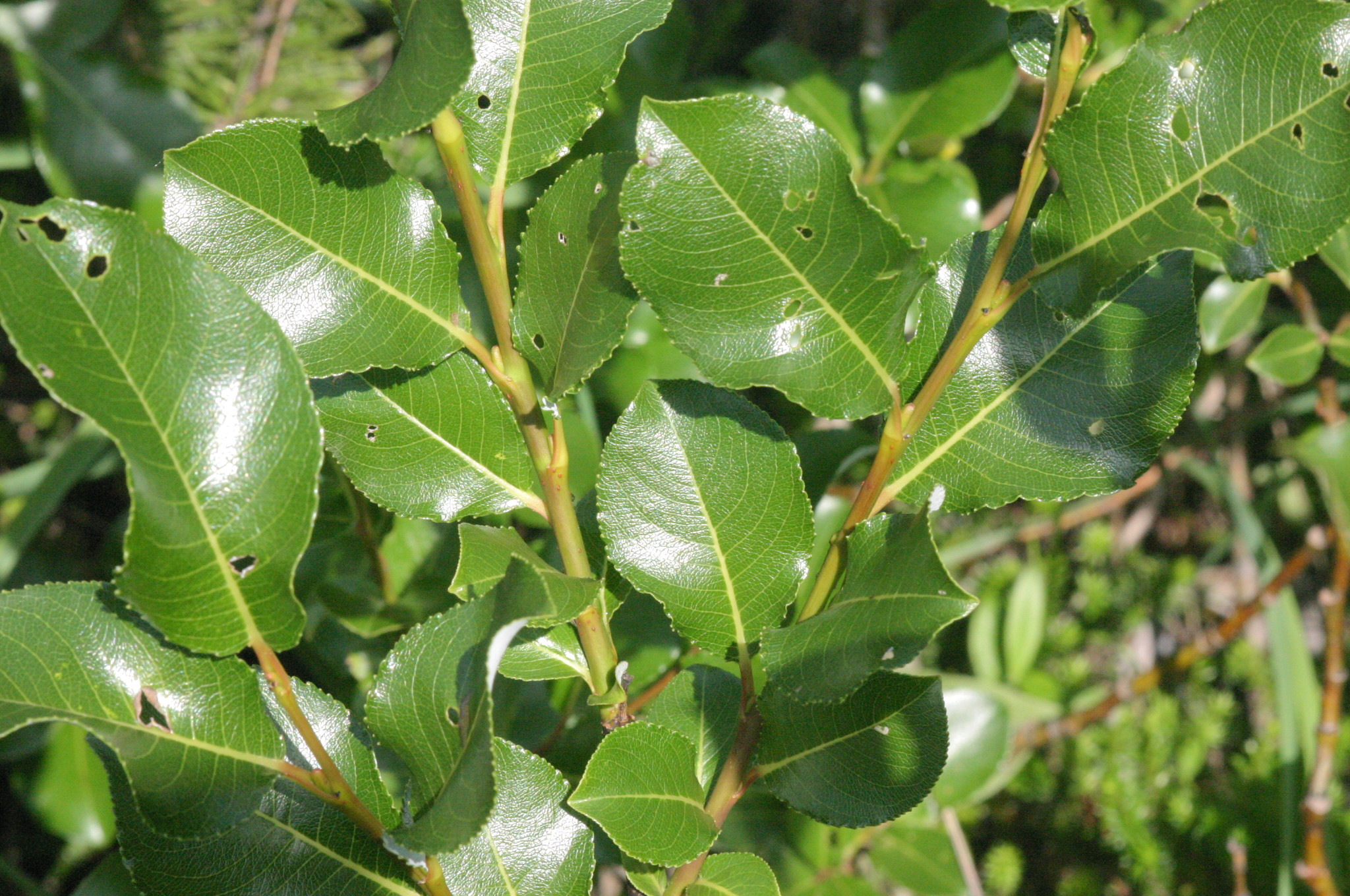
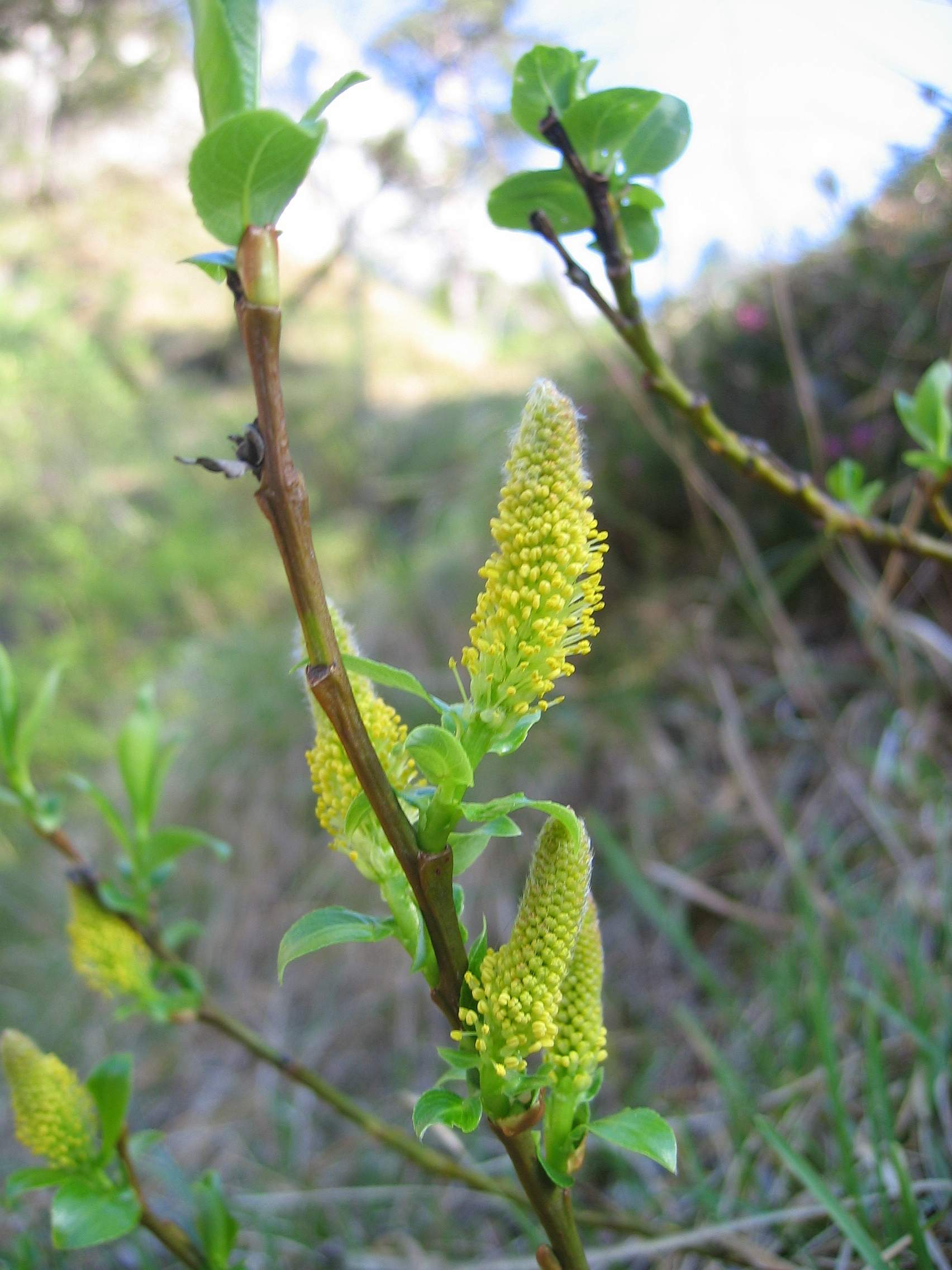